# Тесля, Григорий Терентьевич
Григорий Терентьевич Тесля (21 января 1909, Кобеляки, Полтавская губерния — 4 января 1968, Киев) — советский актёр театра и кино. Заслуженный артист Украинской ССР.

## Биография
Родился 21 января 1909 года в местечке Кобеляки Полтавской губернии Российской империи.
Из семьи крестьянина-бедняка, окончил 4 класса начальной школы, из-за бедности был вынужден оставить учёбу и идти в батраки к кулаку.
В 1925 году уехал на Донбасс, работал шахтёром, с 1933 года — слесарем Завода имени Ильича в городе Мариуполь.
В 1936—1942 годах — актёр Ворошиловградского областного драматического театра.
Участник Великой Отечественной войны, служил в составе 45-й железнодорожной военной бригады.
В 1944—1952 годах — актёр Дрогобычского украинского драматического театра.
В 1952—1960 годах — актёр Киевского украинского драматического театра им. И. Франко.
С 1960 года — актёр Киевской киностудии имени А. Довженко, сыграл в более чем 30 фильмах.
Жил в Киеве. Умер 4 января 1968 года, похоронен на Байковом кладбище.

## Фильмография
| Год  |     | Название                                          | Роль                                 |
| ---- | --- | ------------------------------------------------- | ------------------------------------ |
| 1954 | тсп | Мартин Боруля                                     | Гервасий Гуляницкий, богатый шляхтич |
| 1955 | ф   | Педагогическая поэма                              | Халабуда                             |
| 1956 | ф   | Кровавый рассвет                                  | полицейский                          |
| 1956 | ф   | Павел Корчагин                                    | предгубисполкома                     |
| 1956 | тсп | Суета                                             | Макар Барильченко, старый казак      |
| 1957 | ф   | Рождённые бурей                                   | революционный рабочий                |
| 1957 | ф   | Штепсель женит Тарапуньку                         | Прокоша                              |
| 1958 | ф   | Киевлянка                                         | господин в ресторане                 |
| 1958 | ф   | Улица молодости                                   | работник                             |
| 1959 | ф   | Григорий Сковорода                                | ризник Козак                         |
| 1959 | ф   | Олекса Довбуш                                     | казак Михайло                        |
| 1960 | ф   | Кровь людская — не водица                         | гармонист                            |
| 1960 | ф   | Люди моей долины                                  | председатель колхоза                 |
| 1960 | ф   | Прощайте, голуби                                  | майор-пожарный                       |
| 1961 | ф   | А если это любовь?                                | фронтовик с орденами                 |
| 1961 | ф   | Гулящая                                           | купец                                |
| 1961 | ф   | За двумя зайцами                                  | жандарм                              |
| 1961 | ф   | Лесная песня                                      | иноземец                             |
| 1961 | ф   | Наш общий друг                                    | Иван Федотович Глотаймуха            |
| 1962 | ф   | Большая дорога / Velká cesta (СССР, Чехословакия) | булочник                             |
| 1962 | ф   | В мёртвой петле                                   | рыбак                                |
| 1962 | ф   | Здравствуй, Гнат                                  | мужчина на берегу                    |
| 1962 | ф   | Королева бензоколонки                             | седой водитель                       |
| 1962 | ф   | Цветок на камне                                   | шахтер                               |
| 1963 | ф   | Бухта Елены                                       | старый рыбак                         |
| 1963 | ф   | Люди не всё знают                                 | Марко Синица, пасечник               |
| 1964 | ф   | Ракеты не должны взлететь                         | Кёрн                                 |
| 1964 | ф   | Сумка, полная сердец                              | начальник строительства              |
| 1965 | ф   | Гадюка                                            | надзиратель                          |
| 1965 | ф   | Гибель эскадры                                    | контра                               |
| 1967 | ф   | Цыган                                             | Егорыч                               |